# Desoxicitidina trifosfato
Desoxicitidina trifosfato ( dCTP ) é um trifosfato de nucleósido que contém o pirimidina base de citosina. O grupo trifosfato contém títulos fosfoanidrido de alta energia que liberam energia quando hidrolisado . A DNA polimerase usam essa energia para incorporar desoxicitidina em uma cadeia sintetizada de DNA. Uma equação química pode ser escrita que representa o processo: (DNA) n + dCTP ↔ (DNA) n -C + PP i.
Isto é, dCTP tem o PP i ( pirofosfato ) clivado e o dCMP é incorporado na cadeia de ADN na extremidade 3 '. A hidrólise subsequente do PP i acciona o equilíbrio da reacção para o lado direito, ou seja, a incorporação de nucleótidos na cadeia de ADN em crescimento. Como outros nucleósido-trifosfatos, os fabricantes recomendam que dCTP ser armazenado em solução aquosa à temperatura de -20°c.